# Bambi-Verleihung 1998
Die 50. Bambi-Verleihung fand am 7. November 1998 im Zentrum für Kunst und Medientechnologie in Karlsruhe statt. Carmen Nebel moderierte die Verleihung. Am 13. November zeigte die ARD eine Aufzeichnung.

## Veranstaltung

### Veranstaltungsort
Da Karl Fritz, der Stifter des Bambi, aus Karlsruhe kam, wurde die Verleihung des Bambi seit 1955 dort ausgerichtet. Ende 1962 ging die Verantwortung für den Preis an Burda über. Burda war skeptisch gegenüber Karlsruhe als Verleihungsort, blieb aber zunächst aus Tradition dort. 1964 übernahm Franz Burda die Organisation der Verleihung, brachte eigene Ideen ein und stellte sich wohl auch sehr in den Mittelpunkt. Dies führte zu Kritik von Seiten der Badischen Neuesten Nachrichten, was Burda übel nahm. Er erklärte der Lokalpresse daraufhin: „Das Reh macht kehrt. Es wird nicht mehr nach Karlsruhe zurückkommen. Karlsruher Journalisten haben es vertrieben.“ Tatsächlich war die Jubiläumsverleihung 1998 die erste, die danach wieder in Karlsruhe stattfand, unter der Regie von Dieter Pröttel.

### Jubiläumsbambi
Zum 50. Jubiläum erhielt die erste Preisträgerin, Marika Rökk einen „Jubiläumsbambi.“ Passend dazu sollte der damals noch unumstritten als erster Preisträger geltende Jean Marais die Laudatio halten. Er sagte jedoch mit Hinweis auf sein fortgeschrittenes Alter und gesundheitliche Probleme ab. Die Laudatio übernahm Pierre Brice.

### Ehrenbambi
Der Ehrenbambi stand 1998 ganz unter dem Eindruck des Eisenbahnunfalls von Eschede fünf Monate zuvor. Ausgezeichnet wurden:
- Der damalige Oberkreisdirektor von Celle Klaus Rathert. Er leitete den Rettungseinsatz.[4]
- Ewald Hüls, damals Unfallchirurg am Allgemeinen Krankenhaus in Celle und Ärztlicher Leiter Rettungsdienst im Katastophenstab.[5][6]
- Die zum Zeitpunkt des Unfalls 13 Jahre alte Passagierin Sybille Czichon, die trotz eigener Verletzungen Erste Hilfe und Beistand leistete, bis sie einen Schwächeanfall hatte.[7]

## Preisträger
Aufbauend auf die Bambidatenbank.

### ?
Jörg Knör

### Charity National
Christiane Herzog für ihren Einsatz für Lungenkranke

 Laudatio: Leah Rabin 

### Comeback des Jahres
Thomas Anders und Dieter Bohlen (Modern Talking)

### Ehren-Bambi
Klaus Rathert, Ewald Hüls und Sybille Czichon (ICE Katastrophe)

### Film National
Franka Potente für Lola rennt

### Jubiläumsbambi
Marika Rökk

 Laudatio: Pierre Brice 

### Klassik
Montserrat Caballé

### Kreativität
Riverdance

### Kultur
Pina Bausch

### Leser Comedy Bambi
Bernd Stelter, Kalle Pohl, Michael Mittermeier, Mike Krüger, Gaby Köster, Rudi Carrell und Jochen Busse für 7 Tage, 7 Köpfe

### Lifetime
Horst Tappert für 281 Folgen Derrick

### Mode
Giorgio Armani

### Pop International
Bryan Adams

### Pop National
Guildo Horn

### Schauspieler National
Heinz Hoenig für Der König von St. Pauli

### Sport
Heike Drechsler

### TV Moderation
Gabi Bauer für die Tagesthemen

### Wirtschaft
Erich Sixt